# Чекмени
Чекмени — село в составе Нытвенского городского округа в Пермском крае.

## Географическое положение
Село расположено в южной части округа примерно в 9 километрах по прямой на запад от города Нытва.

## Климат
Климат характеризуется как умеренно континентальный, с морозной снежной зимой и коротким тёплым летом. Средняя многолетняя температура самого холодного месяца (января) составляет −15…−18,5 °C, температура самого тёплого (июля) 15—18,5 °C. Длительность вегетационного периода (с температурой выше +5 °C колеблется от 145 до 165 дней. Среднегодовое количество осадков — 550—600 мм.

## История
Деревня до 1870-х годов называлась Шерья Малая. В новейшей истории село до 2020 года входило в состав Чекменевского сельского поселения Нытвенского района. После упразднения обоих муниципальных образований входит в состав Нытвенского городского округа.

## Население
Постоянное население составляло 227 человека в 2002 году (97 % русские), 192 человека в 2010 году.